# Domenico Tumiati
Domenico Tumiati (Ferrara, 9 giugno 1874 – Bordighera, 13 luglio 1943) è stato uno scrittore e drammaturgo italiano.

## Biografia
Nasce a Ferrara da famiglia agiata: suo padre Gaetano era un famoso avvocato - residente nella centralissima via Palestro al numero 31, ove è stata posta una lapide a memoria dell'illustre dinastia - ed i suoi fratelli erano il poeta e scrittore Corrado, il professore universitario e giurista Leopoldo e l'attore Gualtiero; era anche zio del giornalista e scrittore Gaetano e del giovane Francesco, eroe dell'antifascismo ferrarese. Sin da giovane viene attratto dalle lettere e dal teatro. Inizia a comporre testi sia in versi che in prosa e i suoi lavori vengono ben presto allestiti e, in molti casi, interpretati dal fratello Gualtiero che, nel frattempo, aveva intrapreso con successo la carriera di attore. Le sue opere hanno inizialmente uno sfondo fantastico e cavalleresco che gli valgono l'appellativo di "l'ultimo dei poeti cavallereschi".
Diversi dei suoi poemetti in versi vengono adattati con musiche di un altro illustre ferrarese, il maestro Vittore Veneziani, poi messi in scena e recitati (come accade nel 1903 nel cortile del Castello Estense, illuminato da torce a vento, con sfarzo di costumi rinascimentali, alla presenza di Gabriele D'Annunzio in una rappresentazione che costituisce un evento, non soltanto per Ferrara) dal fratello Gualtiero.
La sua grande fama gli venne soprattutto dai drammi storici, che esaltavano le gesta dei grandi del Risorgimento - Mazzini, Garibaldi, Cavour - nell'interpretazione dei maggiori attori dell'epoca come Amedeo Chiantoni, Ermete Zacconi e Annibale Ninchi. Molti di questi lavori iconografici del Risorgimento italiano (Garibaldi, Il tessitore, Re Carlo Alberto, Giovine Italia), fiabeschi (La principessa Pisello), cavallereschi (Guerrin Meschino, Parisina) riscuotono un notevole successo e fanno di lui un drammaturgo affermato. Immerso in questo mondo storico, a tratti fiabesco, scrive il dramma Ramon Escudo nel 1904 e ne trae anche un'opera il cui manifesto è opera di Adolfo De Carolis; la prima a Bologna è recitata nel teatro Eleonora Duse. 
Lasciata Ferrara, trascorre la maggior parte della sua vita a Firenze in un aristocratico isolamento, lontano dai circoli letterari, in un legame quasi esclusivo con la moglie, la marchesa vicentina Margherita Roi, nipote di Antonio Fogazzaro.

## Opere

### Teatro
- Ramon Escudo, dramma in quattro atti, Bologna, Zanichelli, 1905
- Re Carlo Alberto, quattro quadri, Milano, Treves, 1909
- Giovine Italia, dramma in tre atti, Milano, Treves, 1910
- Guerrin Meschino, leggenda d'amore in tre atti, in versi, Milano, Treves, 1912
- Alberto da Giussano, dramma in tre atti, Milano, Treves, 1913
- Il tessitore, dramma in quattro quadri, Milano, Treves, 1914
- La meteora, dramma in quattro atti, Milano, Treves, 1915
- Garibaldi, dramma in quattro atti, Milano, Treves, 1917
- Le galere, dramma in quattro atti, Milano, Treves, 1920
- L'amorosa follia, tragedia in tre atti, Firenze, Bemporad, 1921
- Il conte Gioia, commedia in quattro atti, Milano, Treves, 1922
- La rosa di Magdala, dramma mistico in tre quadri, Milano, Treves, 1923
- La regina Ginevra, tragedia, Milano, Unitas, 1925
- Porporana, dramma di un'anima, Milano, Treves, 1927
- La principessa Pisello, fiaba scenica, Milano, Treves, 1927
- Merlino e Viviana, poema scenico, Milano, Treves, 1927
- Risorgimento, ciclo drammatico, I. Alberto da Giussano. Giovine Italia. Re Carlo Alberto; II. La Meteora. Le Galere. Il Tessitore. Garibaldi. Milano-Roma, Treves-Treccani-Tumminelli, 1933
- Nuovi drammi: Senso. Augusto, Milano, Garzanti, 1939

### Melologhi
Musica di Vittore Veneziani:
- La badia di Pomposa, Bologna, Zanichelli, 1900
- Emigranti, Bologna, Zanichelli, 1901
- Parisina, Bologna, Zanichelli, 1901
- La morte di Baiardo, Bologna, Zanichelli, 1903

### Narrativa
- Fumo e fiamma, novelle (Ombre tra le ombre, Contro corrente, Sciopero in salotto, Hella, Due bocche, Contraddanza, Un'inflessione di voce, "Kraiova"), Torino, R. Streglio, 1902
- La rossa sultana, romanzo, Milano, Treves, 1929
- Passionario profano, novelle, Milano, Treves, 1936

### Poesie
- Iris fiorentina, Firenze, Fretelli Bocca, 1895
- Musica antica per chitarra, raccolta di versi, Firenze, Tip. di Salvadore Landi, 1897
- Poemi lirici (Il giardino delle esperidi, La nave del silenzio, Sibilla Delfica, Apparizione di Santa Cecilia fra gli abeti, La Badia di Pomposa, Emigranti, Parisina, Morte di Baiardo, La Grotta d'Orlando), Bologna, Zanichelli, 1902
- I libri della beata rima. Musiche perdute, Zanichelli, Bologna, 1923
- I Libri della beata rima. I Cantari: Il Cantare delle esperidi, Pomposa, Emigranti, Parisina, Morte di Baiardo, La Grotta d'Orlando, Lo Scacchiere d'oro, Alessandro, La Figlia del re, Bologna, Zanichelli, 1927

### Saggistica
- Frate Angelico. Studio d’arte, Firenze, Roberto Paggi, 1896
- Dal Maloja a Notre-Dame, Bologna, Treves di Luigi Beltrami, 1902
- Nell'Africa romana. Tripolitania, Milano, Treves, 1911
- Una primavera in Grecia, Milano, Treves, 1907; La terra degli dei, Milano, Treves, 1934 (riedizione)
- La leggenda del Tirreno. Visioni Spirituali d'Italia, Firenze, Casa Editrice Nemi, 1932
- Ricordo fiorentino (la Celeste Milizia), in Giuseppe Pellizza da Volpedo, fascicolo monografico della rivista "Alexandria", A. 5, n. 7 (luglio 1937), pp. 185-220